# قنبلة جوية
القنبلة الجوية نوع من الأسلحة المتفجرة أو الحارقة، مصممة للانتشار جوًا في مسار متوقع. عادةً ما يُطوّر المهندسون هذه القنابل لإسقاطها من طائرة.

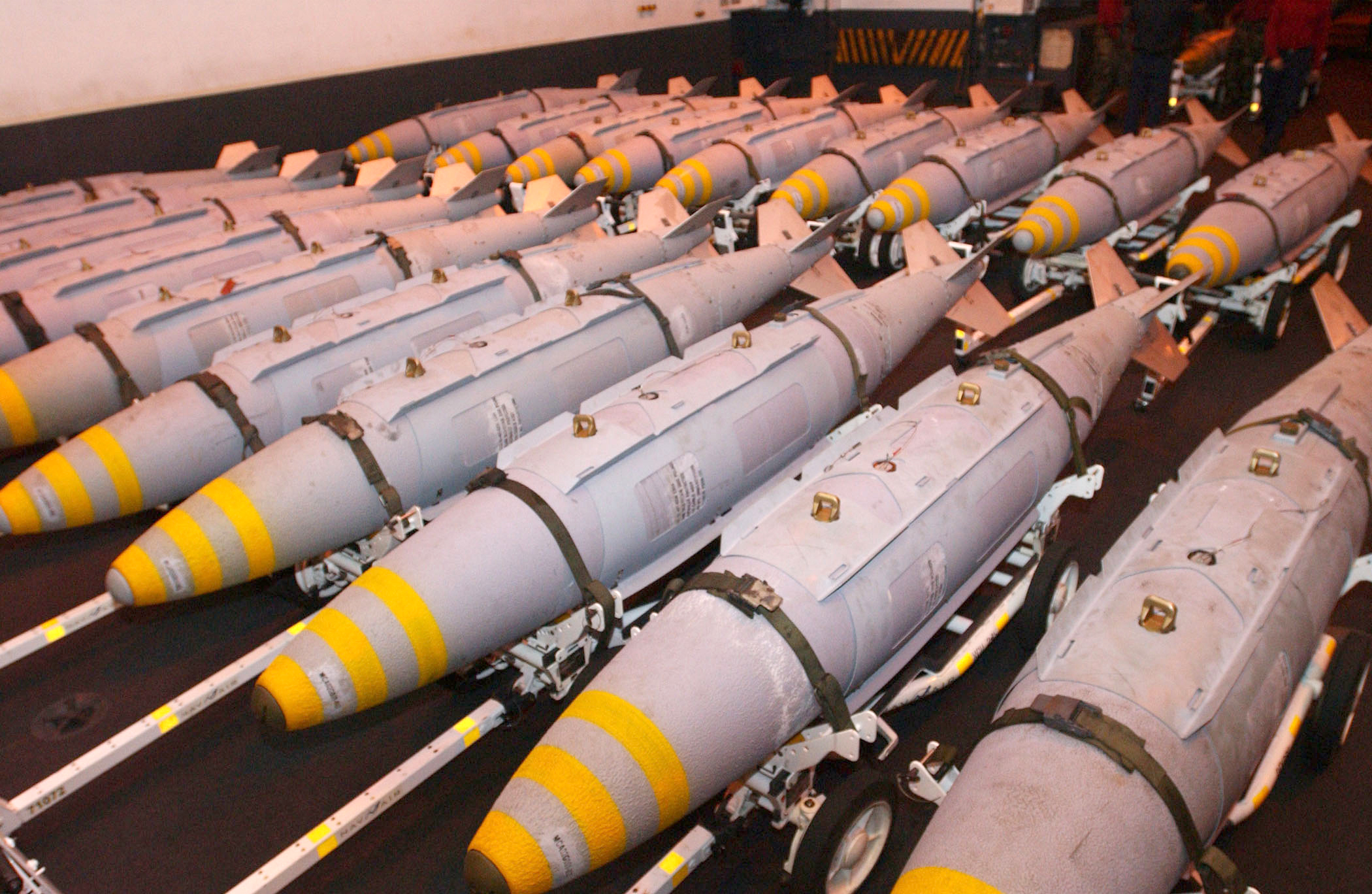
قنابل جوية من طراز GBU-31 JDAM في حظيرة حاملة الطائرات يو إس إس ثيودور روزفلت (CVN-71)

يُطلق على استخدام القنابل الجوية مصطلح القصف الجوي.

## أنواع القنابل
تشمل القنابل الجوية نطاقًا واسعًا ومعقدًا من التصاميم. وتشمل هذه القنابل غير الموجهة التي تعمل بالجاذبية، والقنابل الموجهة، والقنابل التي تُلقى يدويًا من مركبة، والقنابل التي تتطلب مركبة توصيل كبيرة مُصممة خصيصًا، والقنابل المدمجة بالمركبة نفسها (مثل القنبلة الانزلاقية)، والقنابل سريعة التفجير، أو قنابل التأخير.
كما هو الحال مع أنواع أخرى من الأسلحة المتفجرة، تهدف القنابل الجوية إلى قتل وإصابة الناس أو تدمير المواد من خلال إطلاق واحد أو أكثر من الانفجارات أو الشظايا أو الإشعاعات أو النيران إلى الخارج من نقطة التفجير.